# 제44회 백상예술대상
제44회 백상예술대상은 2008년 4월 24일에 열린 시상식이다.

## 수상 및 후보

### 영화 대상
- 추격자 - 나홍진 수상

### 영화 작품상
- 우리생애 최고의 순간 - 임순례 수상
- 밀양 - 이창동
- 추격자 - 나홍진
- 행복 - 허진호
- 화려한 휴가 - 김지훈

### 영화 감독상
- 밀양 - 이창동 수상
- 스카우트 - 김현석
- 추격자 - 나홍진
- M - 이명세
- 우리생애 최고의 순간 - 임순례

### 영화 시나리오상
- 스카우트 - 김현석 수상
- 극락도 살인사건 - 김한민
- 우리생애 최고의 순간 - 나현
- 추격자 - 나홍진
- 밀양 - 이창동

### 영화 신인감독상
- 추격자 - 나홍진 수상
- 궁녀 - 김미정
- 아내의 애인을 만나다 - 김태식
- 바르게 살자 - 라희찬
- 기담 - 정가형제

### 영화 남자최우수연기상
- 스카우트 - 임창정 수상
- 추격자 - 김윤석
- 추격자 - 하정우
- 우아한 세계 - 송강호
- 더 게임 - 변희봉

### 영화 여자최우수연기상
- 뜨거운 것이 좋아 - 김민희 수상
- 세븐데이즈 - 김윤진
- 우리 생애 최고의 순간 - 김정은
- 밀양 - 전도연
- 행복 - 임수정

### 영화 남자신인연기상
- 즐거운 인생 - 장근석 수상
- 웨스트 32번가 - 김준성
- 뜨거운 것이 좋아 - 김흥수
- 권순분 여사 납치사건 - 유건
- 내 사랑 - 정일우

### 영화 여자신인연기상
- 용의주도 미스 신 - 한예슬 수상
- 원스어폰어 타임 - 이보영
- M - 이연희
- 식객 - 이하나
- 두 얼굴의 여친 - 정려원

### 영화부문 인기상
- 권상우 수상
- 김정은 수상
- 강동원
- 김명민
- 김윤석
- 다니엘헤니
- 박용우
- 박해일
- 설경구
- 송강호
- 송승헌
- 신하균
- 엄태웅
- 윤계상
- 이선균
- 임창정
- 정일우
- 주진모
- 차태현
- 하정우
- 황정민
- 김윤진
- 김태희
- 김혜수
- 문소리
- 박시연
- 박진희
- 손예진
- 송지효
- 송혜교
- 이보영
- 이연희
- 이하나
- 임수정
- 전도연
- 전지현
- 정려원
- 하지원
- 한예슬
- 한채영

### TV 대상
- KBS2 해피선데이 - 강호동 수상

### TV 작품상(드라마)
- SBS 쩐의 전쟁 - 장태유 수상
- KBS1 미우나 고우나 - 이덕건
- SBS 내남자의 여자 - 정을영
- MBC 커피프린스 1호점 - 이윤정
- MBC 태왕사신기 - 김종학

### TV 작품상(예능)
- MBC 무한도전 - 김태호 수상
- SBS 놀라운대회 스타킹 - 서혜진 외 1명
- KBS2 해피선데이 - 이민호
- KBS2 해피투게더 - 김광수
- MBC 황금어장 - 여운혁 외 1명

### TV 작품상(교양)
- KBS1 차마고도 - 신재국 외 2명 수상
- MBC 갠지스 - 이우환
- SBS 생활의 달인 - 김문성 외 1명
- EBS 지식채널 e - 김진혁 외 1명
- MBC 휴먼다큐 '사랑' - 유해진 외 1명

### TV 연출상
- MBC 이산 - 이병훈 수상
- SBS 황금신부 - 운군일
- 히트 - 유철용
- KBS1 미우나 고우나 - 이덕건
- SBS 쩐의 전쟁 - 장태유

### TV 극본상
- MBC 고맙습니다 - 이경희 수상
- SBS 내남자의 여자 - 김수현
- MBC 커피프린스 1호점 - 이정아
- KBS2 인순이는 예쁘다 - 전유경
- MBC 뉴하트 - 황은경

### TV 남자최우수연기상
- SBS 쩐의 전쟁 - 박신양 수상
- KBS2 경성스캔들 - 강지환
- MBC 태왕사신기 - 배용준
- MBC 이산 - 이서진
- MBC 뉴하트 - 조재현

### TV 여자최우수연기상
- MBC 커피프린스 1호점 - 윤은혜 수상
- KBS2 인순이는 예쁘다 - 김현주
- SBS 내남자의 여자 - 김희애
- SBS 쩐의 전쟁 - 박진희
- KBS2 경성스캔들 - 한지민

### TV 남자신인연기상
- SBS 황금신부 - 송창의 수상
- KBS1 미우나 고우나 - 김지석
- MBC 태왕사신기 - 이필립
- SBS 행복합니다 - 하석진
- MBC 이산 - 한상진

### TV 여자신인연기상
- MBC 태왕사신기 - 이지아 수상
- KBS2 아이엠 샘 - 박민영
- MBC 깍두기 - 박신혜
- KBS1 미우나 고우나 - 유인영
- SBS 황금신부 - 최여진

### TV 남자예능상
- KBS2 해피투게더 - 박명수 수상
- KBS2 해피선데이 - 강호동
- SBS 라인업 - 김구라
- MBC 무한도전 - 유재석
- KBS2 해피선데이 - 신정환

### TV 여자예능상
- KBS2 해피투게더 - 신봉선 수상
- KBS2 해피선데이 - 박경림
- SBS TV동물농장 - 정선희
- SBS 웃찾사 - 정주리
- KBS2 해피선데이 - 현영

### TV 신인연출상
- MBC 커피프린스 1호점 - 이윤정 수상
- MBC 뉴하트 - 박홍균
- SBS 불량커플 - 이명우
- KBS2 경성스캔들 - 한준서
- KBS2 얼렁뚱땅 흥신소 - 함영훈

### TV부문 인기상
- 강지환 수상
- 성유리 수상
- 공유
- 김민준
- 김상경
- 김지훈
- 박신양
- 박용하
- 배용준
- 송일국
- 송창의
- 에릭
- 오만석
- 이서진
- 이정재
- 이준기
- 이필립
- 장근석
- 장혁
- 조재현
- 지성
- 최수종
- 공효진
- 김민정
- 김하늘
- 김현주
- 김효진
- 남상미
- 박민영`
- 박신혜
- 박진희
- 배두나
- 송윤아
- 수애
- 엄정화
- 윤은혜
- 이영아
- 이지아
- 장진영
- 최지우
- 한지민
- 한지혜